# مارسيلو ألاتوري
مارسيلو ألاتوري (بالإسبانية: Marcelo Alatorre)‏ (18 يناير 1985 بغوادالاخارا في المكسيك - ) هو لاعب كرة قدم مكسيكي في مركز الدفاع. لعب مع نادي أونيفرسيداد ناسيونال ونادي تيكوس ونادي جامعة غوادالاخارا ونادي غوادالاخارا.

## وصلات خارجية
- مارسيلو ألاتوري على موقع قاعدة بيانات كرة القدم.إي يو (الإنجليزية)
- مارسيلو ألاتوري على موقع Soccerway.com (الإنجليزية)
- مارسيلو ألاتوري على موقع AS.com (الإسبانية)